# Dansk Søredningsselskab
Die Dansk Søredningsselskab (DSRS) ist eine Hilfs- und  Seenotrettungsorganisation in Dänemark.

## Aufgabe und Organisation
Die DSRS wurde 2004 gegründet und übernimmt gemäß ihrem Selbstverständnis technische Hilfeleistungen für Sportboote und andere Wasserfahrzeuge an den Küsten Dänemarks in nicht lebensbedrohlichen Notsituationen. Ziel ist die Vermeidung von Seenotfällen. Sie unterstützt außerdem die staatlichen Rettungskräfte bei Such- und Rettungseinsätzen. Dabei arbeitet sie wie viele Hilfs- und  Seenotrettungsorganisationen mit ehrenamtlichen Mitarbeitern.
Mit der Gründung der DSRS gibt es in Dänemark erstmals eine nichtstaatliche Seenotrettungsorganisation. Davor wurde diese Aufgabe ausschließlich von der dänischen Marine (vormals Küstenrettungswesen) durchgeführt, welche die 21 staatlichen Seenotrettungsstationen betreibt. Sie wird dabei durch Schiffe der Marineheimwehr und den Rettungshelikoptern der Luftwaffe unterstützt.  Koordiniert werden alle Einsätze vom JRCC Aarhus.
Die DSRS verfügt als Nichtregierungsorganisation über einen Vorstand und demokratische Mitgliedsstrukturen. Die Organisation finanziert sich weitgehend über Mitgliedsbeiträge und Spenden.

## Stationen
Die DSRS hat Stationen in Bregnør, Kerteminde, Lynæs, Rudkøbing, Juelsminde, Kopenhagen, Løgstør, Helsingør, Køge, Assens und Vordingborg, die mit Motorrettungsbooten ausgerüstet sind. Zusätzlich sollen fünf weitere Stationen vor allem in Jütland aufgebaut werden. Die Zentrale der DSRS befindet sich in Helsingør.